# Sandmann

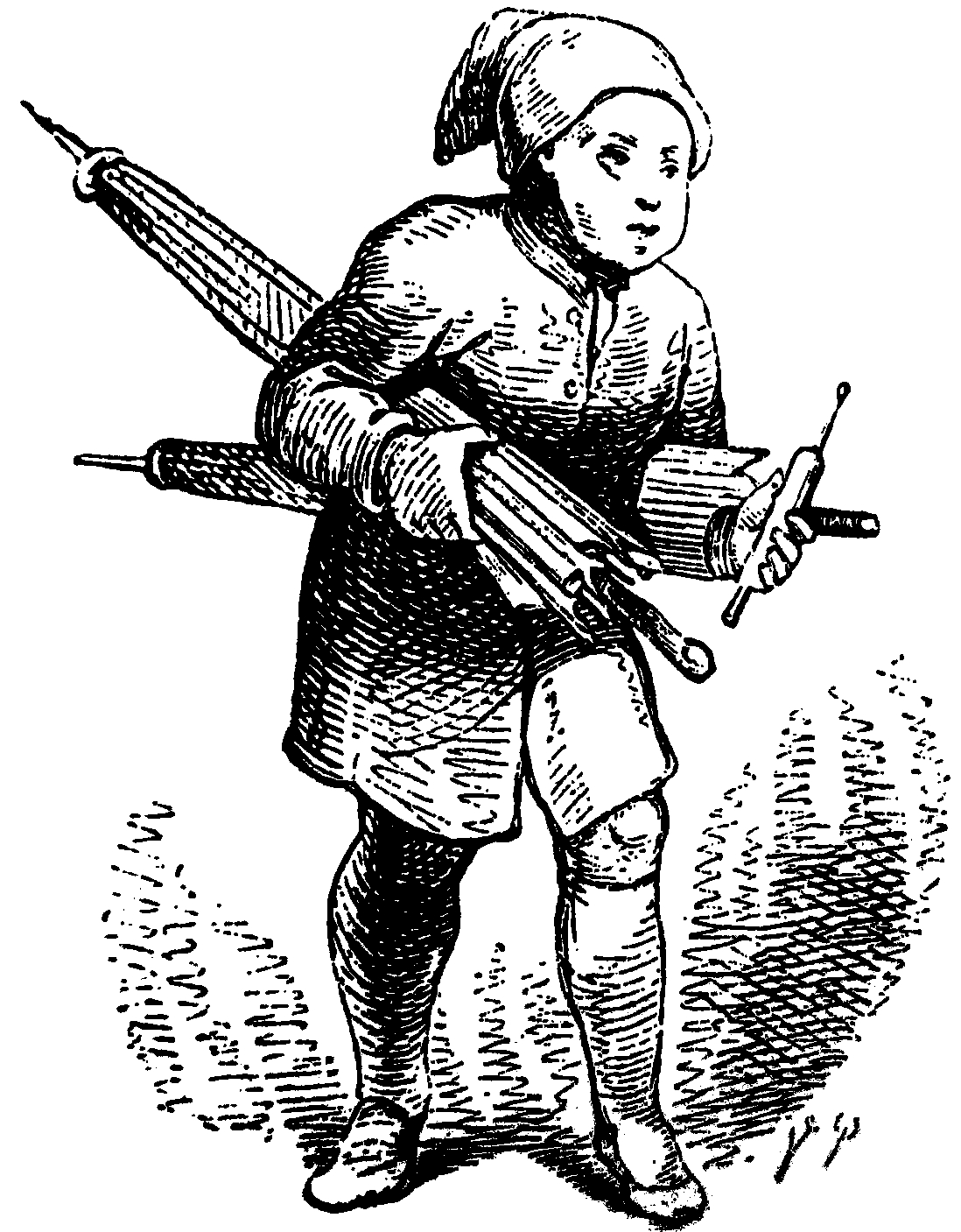
Sandmann na kresbě Vilhelma Pedersena

Sandmann („písečný člověk“ nebo „pískař“) je postava z folklóru germánských národů. Obdobně jako antický Morfeus přináší spánek a sny. Používá k tomu písek, který sype lidem do očí, za zbytky tohoto písku jsou pokládány ospalky.

## Historie
Vznik legendy je vysvětlován skutečnými pískaři, kteří těžili a prodávali jemný písek k čištění podlah. Protože měli od jemného prachu zarudlé oči a zanesené plíce a protože podomní obchodníci obecně byli v minulosti vnímání jako cizorodý a podezřelý prvek, matky začaly neposlušné děti strašit Sandmannem, který je ve spánku oslepí. V Rakousku je obdobou Sandmanna postava zvaná Pechmandl, která slepuje oční víčka smůlou.

## Odraz v literatuře
Odrazem této lidové povídačky je romantická povídka Ernsta Theodora Amadea Hoffmanna Der Sandmann, jejíhož hrdinu neustále pronásleduje a manipuluje s ním zlověstná postava písečného muže. Motiv si vypůjčil Hans Christian Andersen, v jehož podání je ovšem skřítek zvaný Ole Zavřiočka kladnou postavou, která uspává děti pomocí kouzelného písku: hodným přináší příjemné sny a ty zlobivé nechá spát tvrdě, aby nerušily rodiče.

## Odraz v umění
Na toto pojetí navázal v roce 1959 východoněmecký loutkář a animátor Gerhard Behrendt, když vytvořil figurku s bradkou a červenou čepičkou, nazvanou zdrobněle Unser Sandmännchen, která uváděla dětské podvečerní pořady ve východoněmecké televizi obdobně jako český Večerníček (ústřední píseň Sandmann, lieber Sandmann byla také použita ve filmu Pražská 5). Pro velký úspěch poté převzala postavičku Sandmanna i západoněmecká ARD.
K uměleckým dílům inspirovaným osobou Sandmanna patří komiksové série Neila Gaimana Sandman a Stana Lee Sandman, písně Mr. Sandman (The Chordettes), Sandmann (Oomph!) a Enter Sandman (Metallica), hrané filmy Písečný muž (režie Eckhart Schmidt, 1993), Sandmann – Duch z pohádky (režie Nico Hofmann, 1995) a Ein Sommersandtraum (režie Peter Luisi, 2011) a dva animované filmy se shodným názvem The Sandman: první natočil Paul Berry v roce 1991 a druhý bratři Quayové v roce 2000. Také v českém večerníčku Putování skřítka Hajáska se objevuje uspávací skřítek Hajásko a jeho strýc Ole Zavřiočka z Kodaně.